# Фармингтон Хилс (Мичиген)
Фармингтон Хилс (Мичиген) (енгл. Farmington Hills) град је у америчкој савезној држави Мичиген. По попису становништва из 2010. у њему је живело 79.740 становника.

## Демографија
Према попису становништва из 2010. у граду је живело 79.740 становника, што је 2.371 (2,9%) становника мање него 2000. године.
| Група             | 2000.          | 2010.          |
| Белци             | 67.250 (81,9%) | 54.466 (68,3%) |
| Афроамериканци    | 5.699 (6,9%)   | 13.848 (17,4%) |
| Азијати           | 6.188 (7,5%)   | 8.072 (10,1%)  |
| Хиспаноамериканци | 1.211 (1,5%)   | 1.544 (1,9%)   |
| Укупно            | 82.111         | 79.740         |